# Gare de Koupiansk-Vouzlovyï
La gare de Koupiansk-Vouzlovyï (ukrainien : Куп'янськ-Вузловий (станція)) est une gare ferroviaire située dans la ville de Koupiansk-Vouzlovyï en Ukraine.

## Situation ferroviaire
C'est un important nœud ferroviaire.

### Accueil

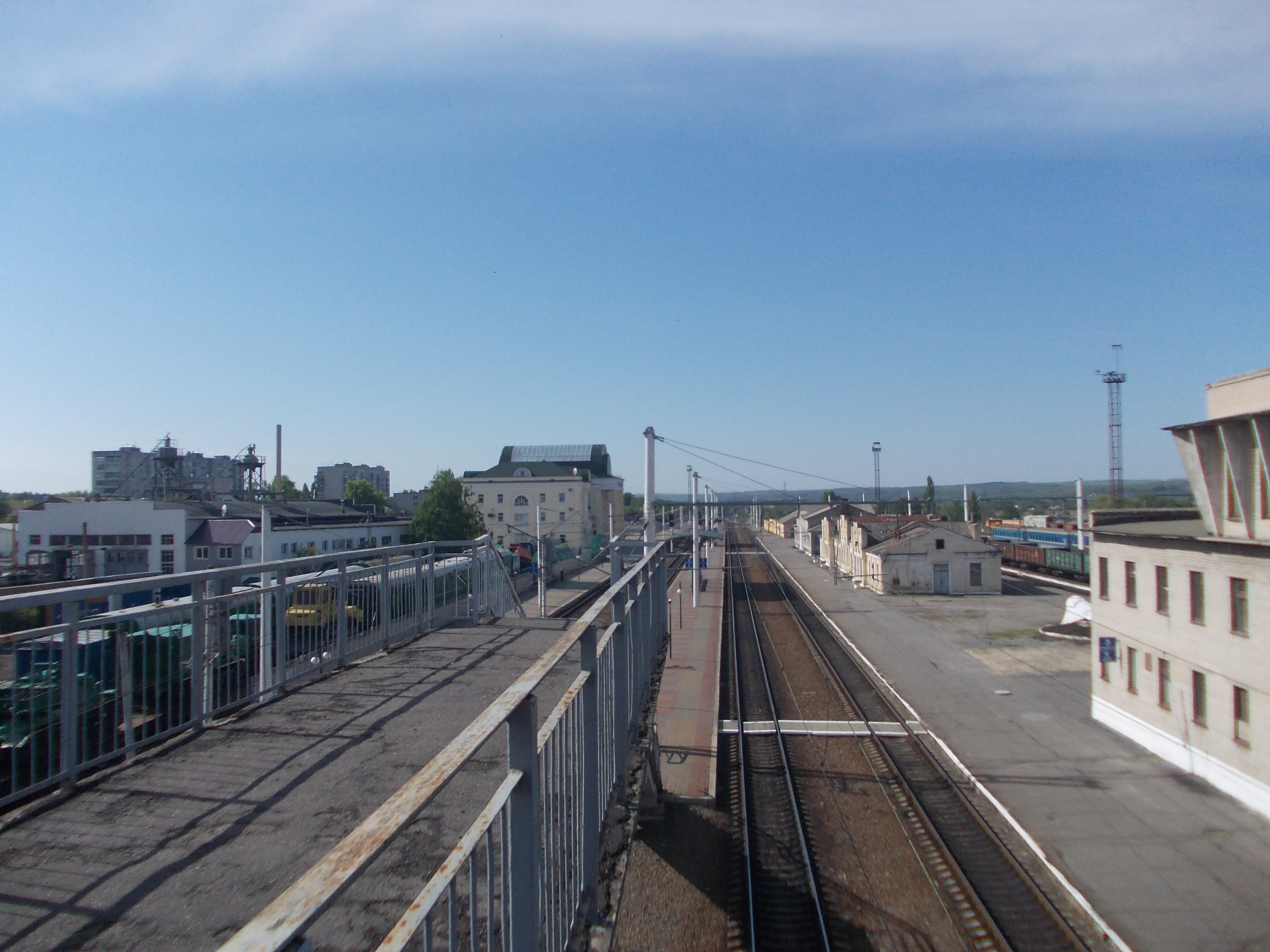
La gare et ses voies.